# Dorsloh

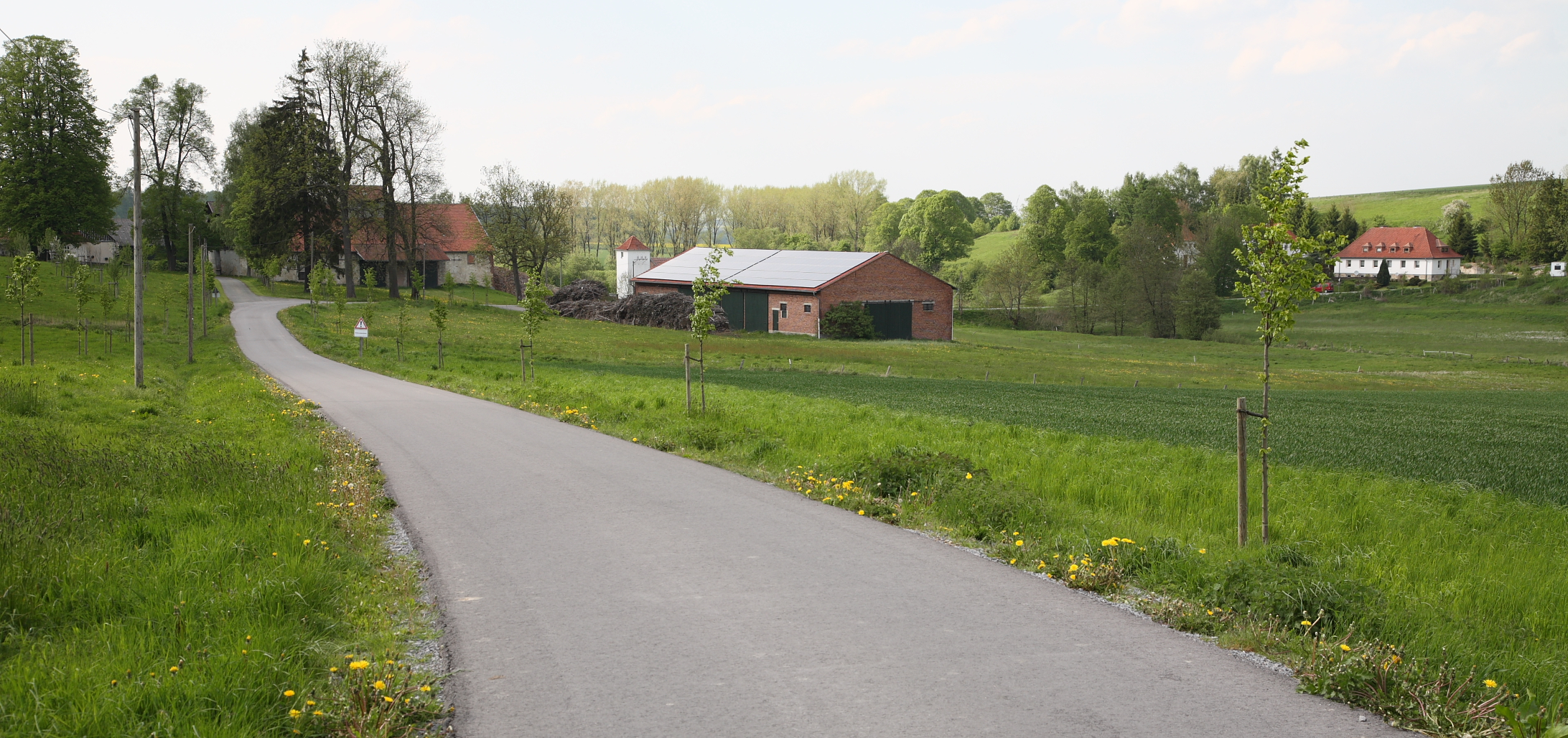
Gut Wohlbedacht

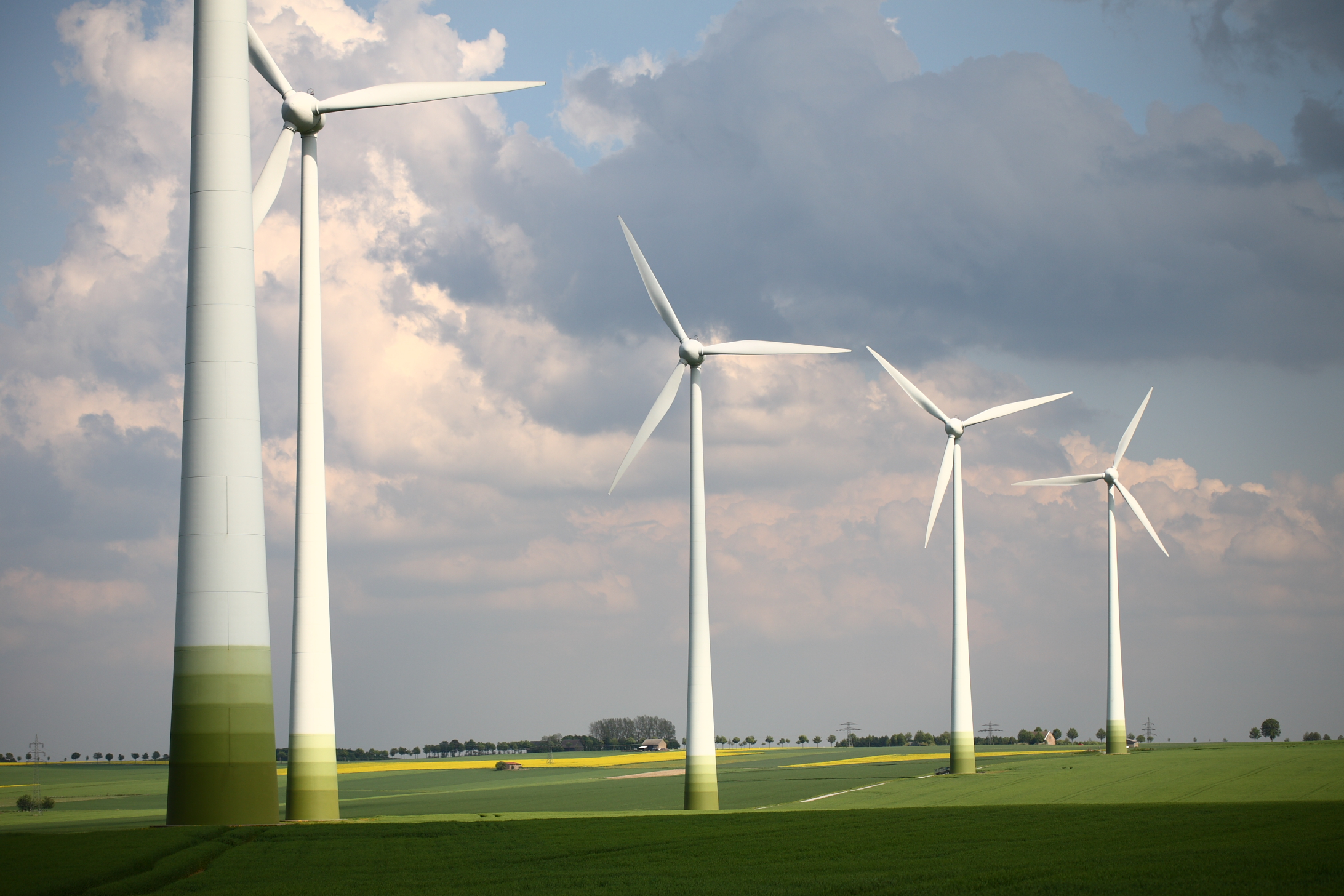
Enercon E-66 Windkraftanlagen (in der Nähe von Gut Wohlbedacht)

Die Wüstung Dorsloh liegt am Rande eines Waldstücks auf dem Sintfeld, auf dem heutigen Gebiet des zu Bad Wünnenberg gehörenden Gutes Wohlbedacht, etwa auf halber Strecke südöstlich von Fürstenberg in Richtung Essentho. Eine kleine Quelle liefert bis heute Wasser, das die Menschen schon früher für sich nutzten.

## Geschichte
Der mittelalterliche Ort wurde im 9. Jahrhundert erstmals urkundlich erwähnt. Aus Funden von Scherben wurde geschlossen, dass bereits im 8. Jahrhundert Menschen in Dorslon lebten. Dorslon war ein Kirchort, wobei Kirche und Friedhof ca. 2 Kilometer nördlich des Ortes lagen. Im Ort hatten das Kloster Corvey, das Kloster Holthausen sowie die Edelherren von Büren Besitztümer. Fehden zerstörten den Kirchort Dorslon im 14. Jahrhundert. Das nahe gelegene Kloster Dalheim bekam in diesem Zusammenhang Güter im Ort geschenkt, so wurden einige Steine der Kirche zum Aufbau der Klosteranlage in Dalheim verwendet. Der Graf von Westphalen kaufte im 15. Jahrhundert den Besitz des Klosters Holthausen und versuchte den untergegangenen Ort mit Fürstenberger Bauern wieder zu besiedeln. Dies gelang aber nicht und so wurde Ende des 18. Jahrhunderts das Gut Wohlbedacht als Vorwerk an der Stelle errichtet.